# Västra Gravatjärnen
Västra Gravatjärnen är en sjö i Kramfors kommun i Ångermanland och ingår i Ångermanälven-Gådeåns kustområde.